# Hypoponera clavatula
Hypoponera clavatula es una especie de hormiga del género Hypoponera, subfamilia Ponerinae. 

## Distribución
Esta especie se encuentra en Argentina, Brasil, Costa Rica y Panamá.